# Distretto di Ôrgôn
Il distretto di Ôrgôn è uno dei quattordici distretti (sum) in cui è suddivisa la provincia del Dornogov', in Mongolia. Conta una popolazione di 1.816 abitanti (censimento 2009).